# Parafia św. Pawła w Lille
Parafia św. Pawła – etnicznie grecka parafia prawosławna w Lille. Językiem liturgicznym jest grecki.